# Montrose (альбом)
| Оценки критиков                  | Оценки критиков |
| Источник                         | Оценка          |
| -------------------------------- | --------------- |
| AllMusic                         | [ 6 ]           |
| Classic Rock                     | [ 7 ]           |
| Collector's Guide to Heavy Metal | 10/10           |
| Record Collector                 | [ 9 ]           |

Montrose — одноимённый дебютный альбом американской хард-рок-группы Montrose, выпущенный 17 октября 1973 года на лейбле Warner Bros. Считается влиятельным среди музыкантов хеви-метала[кем?].

## Об альбоме
Альбом, спродюсированный Тедом Темплманом, знаменует собой дебютную запись вокалиста Сэмми Хагара, который позже добился международного успеха как сольный исполнитель и как участник Van Halen. Также эта пластинка является единственной работой оригинального состава группы, так как в июне 74-го басист Билл Чёрч покинет её и, впоследствии, будет заменён А́лином Фицджеральдом.

### История
После сессионной работы с различными музыкантами, включая Вана Моррисона, Херби Хэнкока и Эдгара Уинтера, пластинка стала первой для гитариста Ронни Монтроуза, возглавившим собственную группу, назвав её в свою честь. Другими участниками были Дэнни Кармасси на барабанах, Билл Черч на басу и Сэм Хагар по вокалу.
Хотя этот альбом считается классикой для многих поклонников хард-рока, его репутация со временем выросла. В 1989 году Hit Parader включил его в список 100 лучших альбомов Heavy Metal’а всех времен. Треки с альбома редко транслировались по радио, за исключением «Rock Candy» и «Bad Motor Scooter». Сообщалось, что лейбл группы, Warner Bros., не знал, как продвигать Montrose, и, уже имея Doobie Brothers и Deep Purple для освещения хард-рока, рассматривал группу как что-то вроде дубликата своих реестр художников[необходима цитата].
Хотя альбом не был сильно продаваем на его первом выпуске, достигая максимума в № 133 на американском Billboard 200, но, в конечном итоге, альбом оказался международным хитом, копии которого, в течение нескольких десятилетий, были проданы свыше одного миллиона, получившие платиновый статус.
Некоторые критики назвали его «первым американским хеви-метал альбомом», а другие часто называют «американским ответом Led Zeppelin».
Ронни Монтроуз в основном использовал Gibson Les Paul, усилитель Fender Bandmaster и фуззбокс Big Muff от Electro-Harmonix для записи этого альбома.
Альбом был признан Kerrang!'ом 4-м лучшим металлическим альбомом всех времен в номерном выпуске журнала в 1989 году.

## Европейский релиз
В 1974 году альбом был выпущен в Европе под названием «Rock the Nation». Эта версия содержала трек-лист, который дублировал релиз в США, однако содержал другое изображение на переднем рукаве, которое заменило фотографию группы фотографией блондинки с большими бюстами в розовой прозрачной блузке.

## Влияние
- Iron Maiden записали «Space Station #5» как сторону B сингла «Be Quick or Be Dead».
- «Make It Last» был переплетен Van Halen в первые клубные дни (доступен на их бутлегах).
- Панк-группа Stiff Little Fingers использовала рифф из «Space Station #5» для вступления в свой сингл «Suspect Device» (1978)[23].

## Список композиций
Кредиты адаптированы из примечаний к альбому.
| №  | Название            | Автор(ы)         | Длительность |
| -- | ------------------- | ---------------- | ------------ |
| 1. | «Rock the Nation»   | Ронни Монтроуз   | 3:03         |
| 2. | «Bad Motor Scooter» | Сэмми Хагар      | 3:41         |
| 3. | «Space Station #5»  | Хагар и Монтроуз | 5:18         |
| 4. | «I Don't Want It»   | Хагар и Монтроуз | 2:58         |

| №                   | Название               | Автор(ы)                      | Длительность |
| ------------------- | ---------------------- | ----------------------------- | ------------ |
| 5.                  | «Good Rockin' Tonight» | Рой Браун                     | 2:59         |
| 6.                  | «Rock Candy»           | Montrose                      | 5:05         |
| 7.                  | «One Thing on My Mind» | Хагар, Монтроуз и Джек Санчез | 3:41         |
| 8.                  | «Make It Last»         | Хагар                         | 5:31         |
| Общая длительность: | Общая длительность:    | Общая длительность:           | 32:22        |

## Участники записи
Все титры адаптированы из оригинального выпуска.
Montrose
- Сэмми Хагар — вокал
- Ронни Монтроуз — гитара
- Билл Чёрч — бас-гитара
- Денни Кармасси — ударные

Производство
- Тед Темплман — продюсер
- Донн Лэнди[англ.] — инженер
- Стивен Джарвис[англ.] — инженер (гитарные наложения)
- Стив Хоффман[англ.] — мастеринг